# Klášter Lehnin
Klášter Lehnin (německy Kloster Lehnin) je bývalý cisterciácký klášter v německém Lehninu v zemském okrese Postupim-Střední marka v Braniborsku. Založen byl roku 1180 braniborským markrabětem Otou I. a povolán byl konvent ze saskoanhaltského kláštera Sittichenbach pocházejícího z morimondské filiační řady.